# Фритч (Техас)
Фритч (англ. Fritch) — місто (англ. city) в США, в округах Гатчинсон і Мур штату Техас. Населення — 1859 осіб (2020).

## Географія
Фритч розташований за координатами 35°38′35″ пн. ш. 101°35′47″ зх. д. / 35.64306° пн. ш. 101.59639° зх. д. (35.643066, -101.596432).  За даними Бюро перепису населення США в 2010 році місто мало площу 4,20 км², уся площа — суходіл.

## Демографія
Згідно з переписом 2010 року, у місті мешкало 2117 осіб у 842 домогосподарствах у складі 613 родин. Густота населення становила 504 особи/км².  Було 951 помешкання (226/км²).
Расовий склад населення:
| - 95,7 % — білих - 1,0 % — корінних американців - 0,2 % — чорних або афроамериканців - 0,1 % — азіатів - 1,0 % — осіб інших рас |

До двох чи більше рас належало 1,8 %. Частка іспаномовних становила 5,6 % від усіх жителів.
За віковим діапазоном населення розподілялося таким чином: 26,5 % — особи молодші 18 років, 58,2 % — особи у віці 18—64 років, 15,3 % — особи у віці 65 років та старші. Медіана віку мешканця становила 38,8 року. На 100 осіб жіночої статі у місті припадало 103,0 чоловіків;  на 100 жінок у віці від 18 років та старших — 95,1 чоловіків також старших 18 років.
Середній дохід на одне домашнє господарство  становив 63 694 долари США (медіана — 57 880), а середній дохід на одну сім'ю — 69 983 долари (медіана — 69 236). Медіана доходів становила 60 156 доларів для чоловіків та 36 250 доларів для жінок. За межею бідності перебувало 8,6 % осіб, у тому числі 10,4 % дітей у віці до 18 років та 16,0 % осіб у віці 65 років та старших.
Цивільне працевлаштоване населення становило 1273 особи. Основні галузі зайнятості: виробництво — 19,1 %, будівництво — 15,9 %, освіта, охорона здоров'я та соціальна допомога — 13,0 %, публічна адміністрація — 11,1 %.